# Alchemilla smaragdina
Alchemilla smaragdina es una especie de planta del género Alchemilla, perteneciente a la familia Rosaceae.

## Taxonomía
Alchemilla smaragdina fue descrita por Plocek en 1983.

## Distribución
Se encuentra en el territorio de los Cárpatos occidentales.